# أبصر لي (فلم)
أبصر لي (بالإنجليزية: See for Me) فيلم دراما وغموض وجريمة كندي لعام 2021  من إخراج راندال أوكيتا. يقوم ببطولته سكايلر دافنبورت في دور المتزلجة السابقة العمياء صوفي التي تذهب إلى قصر منعزل تملكة سيدة ثرية لرعاية قطتها أثناء غيابها، وعندما يقتحم ثلاثة مجرمين المنزل لسرقته، يصبح دفاع صوفي الوحيد هو تطبيق هاتف ذكي يسمى «أبصر لي» والذي يربطها بكيلي المحاربة المخضرمة. يشارك في البطولة لورا فاندرفورت وماثيو جوفيا وإميلي بيجفورد وجو بينج وكيم كوتس. تم تصوير الفيلم في عام 2020، مع توقف الإنتاج مؤقتًا بسبب جائحة كوفد 19، تم طرح الفيلم في «سوق الفيلم الأمريكي» 2020 هو حدث لطرح وبيع الأفلام يقام كل عام في أوائل نوفمبر، ثم ظهر العرض الأول للفيلم من خلال مهرجان تريبيكا 2021.

## طاقم التمثيل
سكايلر دافنبورت: في دور صوفي سكوت
جيسيكا باركر كينيدي: في دور كيلي
باسكال لانجديل: في دور إرني
جورج تشورتوف: في دور أوتيس
جو بينج: في دور ديف
كيم كوتس: في دور ريكو
كيتون كابلان: في دور كام
لورا فاندرفورت: في دور ديبرا
إميلي بيجفورد: في دور نائب بروكس
ماثيو جوفيا: في دور سائق أجرة
ستيوارت كلو: في دور المذيع (صوت)
ناتالي توريل: في دور المساعد الرقمي (صوت)
القط بنتلي: في دور ارشي 

## أحداث الفيلم
تتحطم أحلام متزلجة المنحدرات صوفي سكوت (سكايلر دافنبورت) عندما شخصت إصابتها بالتهاب الشبكية الصباغي، وهو مرض تنكسي في العين يسبب العمى. على الرغم من أن صديقها كام (كيتون كابلان)  يعرض مساعدته في التدرب على دورة الألعاب «البارالمبية» من خلال العمل كدليل البصري، إلا أنها ترفض وتتخلى عن أحلامها في التزلج. تسعى صوفي لكسب المال عن طريق رعاية قطط البيوت عند غياب أصحابهم الأثرياء، بل أنها قد تقوم بسرقة بعض محتويات البيوت وبيعها بمساعدة «كام». تلبي صوفي طلب إعلان جليسة قطط نشرته ديبرا (لورا فاندرفورت) المرأة الثرية من شمال ولاية نيويورك والمسافرة لقضاء إجازة بعد طلاقها من زوجها. يغلق باب البيت بينما صوفي بالخارج وتسارع بالاتصال بتطبيق «أبصر لي» وتجيبها «كيلي» (جيسيكا باركر كينيدي) الجندية السابقة بالجيش وتعاونها من خلال مشاهدتها ما تعرضه لها صوفي من هاتفها. تستيقظ صوفي على صوت إقتحام المنزل وتسارع بالاتصال بالطوارئ الذي يعدها بوصول المساعدة بعد فترة طويلة بسبب بعد موقعها، ولهذا تعاود الإتصال بتطبيق «أبصر لي» حيث تساعدها كيلي عن طريق إرشادها في خطواتها للفرار من اللصوص. تعلم صوفي أن الرجال اقتحموا المنزل لسرقة سبعة ملايين دولار مخبأة في خزنة بالجدار. يكتشف اللصوص وجود صوفي ويقرروا التخلي عن خطتهم وقتلها. يتصلون برئيسهم، ريكو (كيم كوتس)، الذي يطلب منهم السماح لصوفي بالعيش لأنها لم تر أحداً، كما يأمرهم بحزم أمتعتهم والعودة لاحقًا. تقنعهم صوفي بمنحها نصيبًا في مقابل التخلص من رجال الشرطة عند وصولهم. تصل الشرطية بروكس (إميلي بيجفورد) وتحاول صوفي التخلص منها دون جدوى، وعندما تكتشف الشرطية أحد اللصوص يعاجلها بإطلاق النار وقتلها.
تتناول صوفي مسدس الشرطية وتسارع بالهرب وتطلب المساعدة من كيلي التي تساعدها في إطلاق النار على اثنين من اللصوص، وعندما ينتهي الثالث من فتح الخزنة، تفرغ بطارية هاتف صوفي وتفقد اتصالها بكيلي. نجحت صوفي في قتل اللص الثالث ولكن تفاجأت بظهور ريكو، وتكتشف أنه زوج ديبرا السابق وقد استأجر جميع اللصوص الثلاثة لاقتحام الخزنة لسرقة أمواله من زوجته. يخبرها أن ديبرا لم تكن تعرف الخزنة أو أن المال موجود في البيت، ويحاول إقناعها بالسماح له بأخذ المال. ترفض صوفي وتقطع الكهرباء، وتدفع ريكو لملاحقتها. بعد نفاذ الذخيرة من سلاحها، يمسك بها ريكو ويخنقها لكنها تضربه بالهراوة حتى الموت.
تتعافى صوفي وتخبر والدتها أنها قررت المشاركة في دورة الألعاب البارالمبية وتخطط للتزلج مرة أخرى. تخبرها والدتها أنها ستحتاج إلى المال لشراء جميع المعدات الجديدة، وتمسك صوفي حقيبة ظهرها وتبتسم، مما يعني أنها أخذت بعض المال معها من بيت ديبرا. بعد فترة وجيزة، تتصل صوفي بكيلي لتخبرها عن تقدمها في التزلج، بينما يعمل كام كدليل صوفي.

## استقبال الفيلم
ربح الفيلم في الولايات المتحدة وكندا  23.070 دولارًا في عطلة نهاية الأسبوع الافتتاحية، و 8314 دولارًا في الثانية، و 3391 دولارًا في الثالثة، و 787 دولارًا في الرابعة، و 351 دولارًا في الخامسة.
منح موقع «الطماطم الفاسدة» الفيلم تقييماً مقداره 79% بناءاً على آراء 76 ناقداً سينمائياً، وكتب إجماع نقاد الموقع: «فيلم تشويق عن اقتحام بيت بلمسة أنيقة، وتم تحسين الفيلم بشكل كبير من خلال الأداء الجذاب المغناطيسي للممثلة سكايلر دافنبورت».  
منح موقع «ميتاكريتيك» الفيلم تقييماً مقداره 59% بناءاً على آراء 14 ناقداً سينمائياً.

## روابط خارجية
- أبصر لي على موقع IMDb (الإنجليزية)
- أبصر لي على موقع ميتاكريتيك (الإنجليزية)
- أبصر لي على موقع روتن توميتوز (الإنجليزية)
- أبصر لي على موقع ألو سيني (الفرنسية)
- أبصر لي على موقع فيلمافينيتي (الإسبانية)
- أبصر لي على موقع قاعدة بيانات الفيلم (الإنجليزية)
- أبصر لي على موقع ليتربوكسد (الإنجليزية)
- أبصر لي على موقع كينوبويسك (الروسية)